# Streichen (Geologie)

Schematische Darstellung der Parameter, die die Lage einer „geologischen Fläche“ (Planar) im Raum definieren: blau = Horizontalebene als Kompassrose, rot = zu definierende Fläche, grün = Fläche senkrecht zur Horizontalebene entlang der Nord-Süd-Achse, z = Streichlinie, Z = Streichrichtung, σ = Streichwinkel, F = Fallrichtung, φ = Fallwinkel.

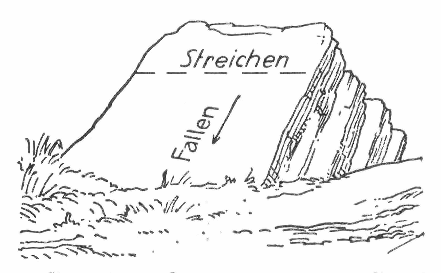
Streichen und Fallen stehen stets senkrecht zueinander. Illustration an einer geneigten Schichtfläche.

Als Streichen bezeichnet man in der Geologie die räumliche Orientierung der Längsachse des Ausbisses eines Gesteinskörpers, beispielsweise einer Schicht oder Schichtenfolge von Sedimentgesteinen, wie er in einer geologischen Karte dargestellt ist. Des Weiteren wird auch die Orientierung der Längsachse einer morphologischen Vollform, beispielsweise eines Höhenzuges so bezeichnet. Die Angabe der Streichrichtung dient zudem zur genauen Definition der Raumlage geologischer Flächen, wie Schichtflächen und Begrenzungsflächen von Gesteins- und Mineralgängen (einschließlich bauwürdiger mineralischer Rohstoffe wie Flözen bzw. Erzgängen) sowie Verwerfungs-, Kluft-, und Schieferungsflächen, Foliation und Grenzflächen von Zonen gleichen Metamorphosegrads bei Kontaktmetamorphose.

## Raumlage von Flächen

### Definition
In einem geometrischen Modell wird „Streichen“ definiert als Schnittlinie (Spur) der geologischen Fläche mit einer gedachten horizontalen Fläche. Diese Schnittlinie wird Streichlinie genannt. Die räumliche Lage der Streichlinie wird definiert durch den Streichwinkel, den diese mit der Nordrichtung bildet. Der Winkel wird von magnetisch Nord (N) im Uhrzeigersinn, das heißt gegen Osten (E), gemessen; zum Beispiel N 35°. Möchte man den Winkel nicht exakt, sondern nur ungefähr angeben, so nennt man diesen Fall „NE-Streichen“ oder auch „NE-SW-Streichen“. Die Neigung der geologischen Fläche gegen die Fläche der Horizontalebene wird als Fallen bezeichnet. Am stärksten ist das Gefälle entlang der Falllinie, senkrecht zur Streichrichtung. Der Winkel zwischen der Horizontalebene und der Falllinie ist der Fallwinkel.
Durch die Angabe von Streichen und Fallen ist die räumliche Orientierung einer beliebigen geologischen Fläche eindeutig festgelegt. Eine Angabe wie „035/20SE“ bedeutet, dass die Streichrichtung der geologischen Fläche um 35 Grad von Norden (im Uhrzeigersinn) abweicht, und dass die Fläche mit 20 Grad nach Südost einfällt. Diese Form der Angabe ist die traditionelle geologische Notation. Eine neuere Form ist die sogenannte Clar-Notation (nach Eberhard Clar). Sie beinhaltet statt des numerischen Wertes der Streichrichtung den der Fallrichtung und würde im obigen Fall mit 125/20 angegeben.

### Bestimmung mit Messinstrumenten
Ein geeignetes Instrument zum Messen des Streichens und Fallens ist der Gefügekompass. Früher wurde ein Stratameter verwendet.

## Generalstreichrichtungen in Mitteleuropa

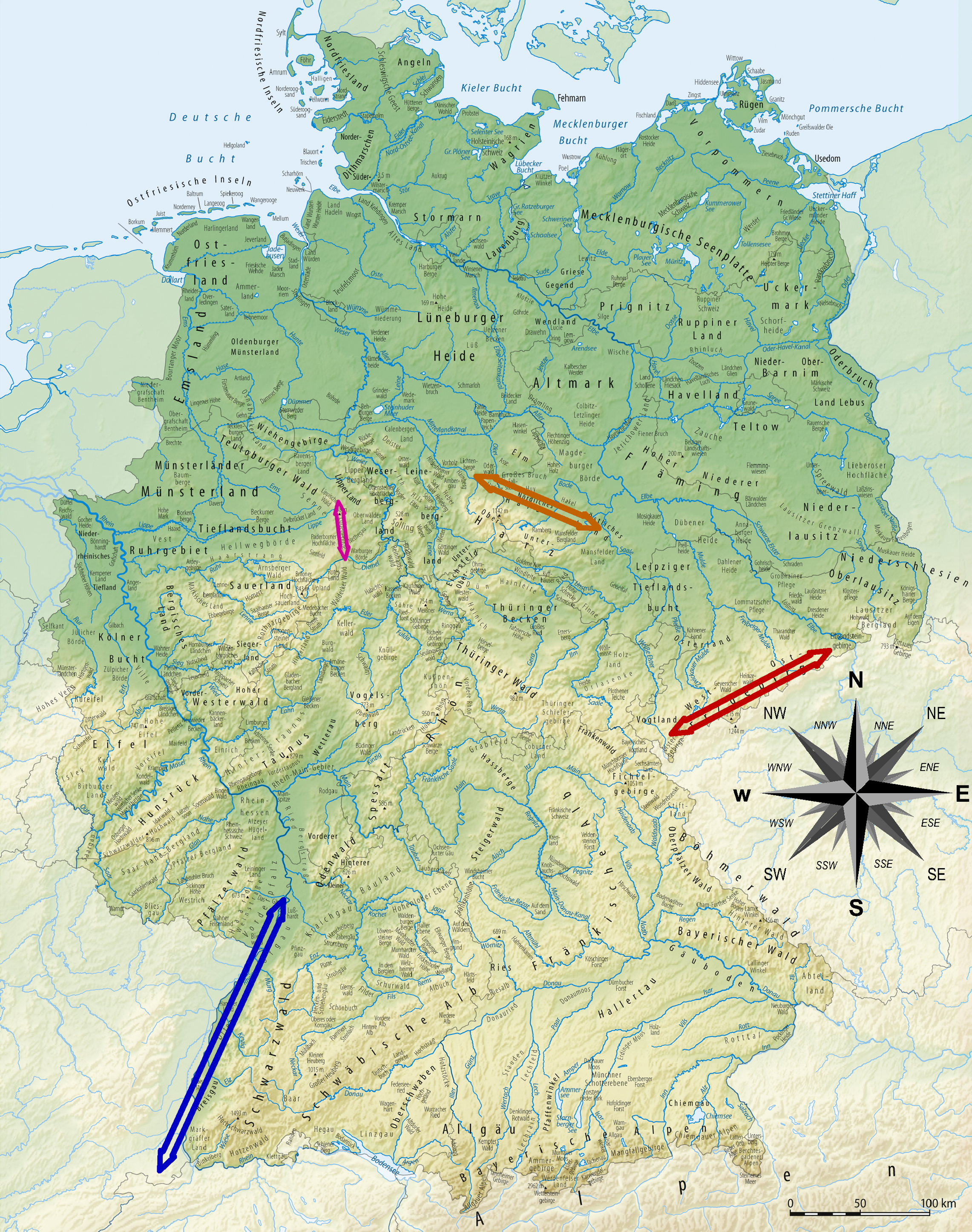
Die vier Hauptstreichrichtungen in Mitteleuropa, dargestellt im Zusammenhang mit den jeweils namensgebenden geographischen Objekten: orange = herzynisch, rot = erzgebirgisch, blau = rheinisch, violett = eggisch.

Als General- oder Hauptstreichrichtungen werden die in einer bestimmten Region vorwiegend auftretenden Streichrichtungen von Gesteinseinheiten oder Störungen bezeichnet. In der regionalen Geologie Mitteleuropas nördlich des Alpenraums haben sich diesbezüglich die Bezeichnungen herzynisch (in älterer Literatur auch hercynisch), variszisch (erzgebirgisch) sowie rheinisch und eggisch etabliert.
| Bezeichnung                | Streichen | Streichrichtung B    |
| -------------------------- | --------- | -------------------- |
| rheinisch                  | NNO – SSW | 0 – 10°              |
| variszisch / erzgebirgisch | NO – SW   | 40° – 60°, teils 70° |
| herzynisch                 | WNW – OSO | 85° – 125°           |
| eggisch                    | NNW – SSO | 150°                 |

Der Begriff herzynisch ist abgeleitet vom antiken Namen Hercynia silva und bezieht sich auf das Westnordwest–Ostsüdost-Streichen der Harznordrandverwerfung bzw. der gesamten Harzscholle. In älterer Literatur findet man synonym für die herzynische Streichrichtung gelegentlich die Bezeichnung sudetisches Streichen, was sich auf den Kammverlauf der Sudeten bezieht. Variszisch und erzgebirgisch (Letztgenanntes abgeleitet vom Kammverlauf des Erzgebirges) bezeichnen hingegen ein Streichen in Nordost–Südwest-Richtung. Beide Streichrichtungen sind charakteristisch für die variszische Tektonik Mitteleuropas.
Rheinisch bezeichnet ein Streichen in Nordnordost-Südsüdwest-Richtung und ist von der Raumlage des Oberrheingrabens abgeleitet. Eggisch steht für ein Streichen in Nordnordwest-Südsüdost-Richtung, was vom Kammverlauf des Eggegebirges in Ostwestfalen abgeleitet ist. Diese beiden Streichrichtungen stehen unmittelbar mit der postvariszischen, sogenannten saxonischen Tektonik im Mesozoikum und Tertiär im Zusammenhang.
In der südwestdeutschen Literatur wird, abgeleitet aus der Fließrichtung des Oberlaufs der Donau, gelegentlich die Bezeichnung danubisch verwendet, die für ein Streichen von Südwest nach Nordost steht.